# Christelle Kocher
Christelle Kocher is een Frans modeontwerpster.

## Biografie
Christelle Kocher studeerde in 2002 af aan het Central Saint Martins College of Art and Design. Ze werkte reeds samen met Chloé, Bottega Veneta en Dries van Noten. Sinds 2010 is ze artistiek directeur bij Maison Lemarié (Chanel). Ze startte met haar eigen label Koché in 2014. Als gastontwerper mocht ze de wintercollectie van Emilio Pucci ontwerpen in 2020.
In 2022 werd ze creatief directeur van de vakbeurs Tranoï.

## Erkentelijkheden
- 2015 - Nominatie LVMH Prize
- 2019 - Grand Prix de l'ANDAM.[3]